# دنی نوچی
دنی نوچی (انگلیسی: Danny Nucci؛ زادهٔ ۱۵ سپتامبر ۱۹۶۸) بازیگر اهل ایتالیا - ایالات متحده آمریکا است.
از فیلم‌ها یا برنامه‌های تلویزیونی که وی در آن نقش داشته است، می‌توان به عشق وارد شد، تایتانیک، صخره، پاک کننده، جهانگردان، مرکز تجارت جهانی و سریال پرورشگاهی ها (۲۰۱۳-اکنون) اشاره کرد.